# Diego Val
Diego Martín Val Barraza (Lima, 20 de julio de 1986) es un cantante, actor y personalidad de televisión peruano. En el ámbito musical, se desempeña en los géneros pop y reguetón, logrando consolidarse durante los años 2010 y 2020. En el ámbito televisivo, alcanzó reconocimiento por haber participado en los realitys show y las telenovelas La Tayson, corazón rebelde y Locura de amor. 

## Biografía
Nació el 20 de julio de 1986 en Lima, bajo el nombre completo de Diego Martín Val Barraza.[cita requerida] Comenzó su carrera artística en el año 2003, teniendo una corta participación en el programa televisivo R con erre de Panamericana Televisión dentro de un segmento.[cita requerida] Al poco tiempo, mostró su interés en la música a partir del año 2007.
Pero fue hasta el año 2011 cuando se incursiona en la actuación, conformando el elenco principal de la telenovela La Tayson, corazón rebelde de Frecuencia Latina, interpretando a Sergio. Al año siguiente, decidió concursar en el reality show The Voice, durante su radicación en los Estados Unidos, siendo el primer peruano en concursar en el dicho espacio internacional, conformando el equipo del cantante Cee Lo Green. Tras su participación firma un contrato para trabajar con el grupo musical Black Eyed Peas logrando mudarse a California.
A partir del año 2014, se consolida como personalidad de televisión, integrando en el programa de telerrealidad Titanes en el rol de competidor y al año siguiente se integra al reparto de participantes del reality chileno Amor a prueba. Entre los años 2014 y 2015, asume el rol antagónico de la telenovela Locura de amor, interpretando a Alain Mata Galán. Además tuvo una breve participación en la telenovela La piloto de la cadena Telemundo, interpretando a un narcotraficante en el año 2015.
En el año 2015, estrena el tema musical «Cuándo y dónde» al lado de Carlos Iglesias. Más tarde, en el año 2017, Val lanza su producción Once–Single, que fue grabado en México y presta su colaboración con Maluma para el lanzamiento del sencillo «Tú y yo sabemos la verdad». Continuó con su faceta televisiva en su participación en el programa Retrofamosos junto a la actriz Vanessa Terkes en 2015.
Val participó en el Festival Road to Ultra 2017 realizado en el centro cultural Lima de Chorrillos. Ya para esa época, participó en algunos proyectos con el grupo musical Gente de Zona y fue parte del show de la Teletón México 2017.
En el año 2020 estrena el álbum de estudio TimeLees, comprendiendo sus nuevos éxitos musicales: «Hey girl» y «Tell me», logrando obtener una aceptación en el panorama musical mexicano. Seguidamente, durante los años 2019-2020 participó en la serie mexicana Médicos, línea de vida y en la telenovela Por amar sin ley, en ambas producciones interpretando al Cuervo. En ese año, estuvo en negociaciones para integrar el reality show El poder del amor sin éxito.
Al año siguiente, se une al elenco del programa Por amor o por dinero teniendo una corta participación.
En el año 2022, estrena su nuevo sencillo Hey mamá: Sexo eterno, en el cual ha lanzado el tema musical «¿Cómo lo hiciste?» con Daniela Darcourt en el formato de balada romántica, participó con Eva Ayllón en la canción «Solo tú», incluyendo la siguiente producción Adicto, manteniéndose en su género.
Ya para el año 2024, presta su colaboración con el cubano Jay Maly en la canción «Poco a poco» bajo el formato de hip hop latino y entró dentro del proyecto Wolf Clan Session. Continuó con sus etapas de colaboraciones, interpretando el tema «Más de ti» al lado del colombiano Andrés Cabas. En ese año, participó en el elenco central de la película Youn'G, bajo el papel de Chingo.[cita requerida]

## Vida personal
En el año 2022, Val afirmó en una entrevista que padece de la enfermedad de Perthes desde los ocho años, en la que el fémur de su cadera se disminuye, obligándolo a dejarlo sin caminar. También comentó para el portal La República que estuvo en proceso de recuperación en la Clínica San Juan de Dios.

## Filmografía

### Televisión
- R con erre (2003), participante de la secuencia Generación R.
- La Tayson, corazón rebelde (2011-2012), Sergio (reparto principal).
- The Voice (2012), participante.
- Titanes (2014), competidor.
- Retrofamosos (2015), participante
- Locura de amor (2014-2015), Alain Mata Galán (antagonista principal).
- La piloto (2015), Narcotraficante (rol recurrente).
- Por amar sin ley (2019), El Cuervo (reparto secundario).
- Médicos, línea de vida (2020), El Cuervo (reparto recurrente).
- Por amor o por dinero (2021), participante.
- El artista del año (2021), participante.

### Cine
- Sons of Mariel: I Told You (2014), Diego (reparto principal).
- Youn'G (2024), Chingo (reparto principal).

## Discografía

### Álbum de estudio
- 2020: TimeLess

### Sencillos
- 2016: «Tú y yo sabemos la verdad»
- 2017: «Once–Single»
- 2018: »Tú y yo»
- 2019: «Feeling really high»
- 2019: «Hey girl» (Acoustic versión)
- 2019: «Hey girl»
- 2019: «La botella»
- 2020: «Rescátalo»
- 2020: «Modo avión (Unplugged)»
- 2020: «Umpredictable»
- 2020: «Tell me (Unplugged)»
- 2020: «Rescátalo (Unplugged)»
- 2023: «Turista»
- 2024: «Wonder wall»
- 2024: «Hey mamá: Sexo eterno»
- 2024: «Hey mamá: Sexo eterno (Unplugged)»
- 2024: «Más de ti»
- 2024: «Poco a poco»